# Університет Печа
Університет Печа (Пецький університет, угор. Pécsi Tudományegyetem) — вищий навчальний заклад в Угорщині; найдавніший за часом заснування та один з найбільших університетів сучасної Угорщини. Розташований у місті Печ.
Наразі університет нараховує близько 20 тисяч студентів, з яких понад 4500 іноземці.

## Історія
Заснований у 1367 році королем Людовіком Анжу в місті Печ. Мав у своєму складі 2 факультети (філософський та теологічний). Функціонував університет упродовж  кілька десятиліть. Під час османської окупації, університет перестав існувати, але відновив свою роботу у 1785 році коли Йосиф II перевів королівську академію з міста Дьєр до міста Печ. У 1802 році за указом Франц II королівська академія переїхала назад до Дьєру, у навчання в Печі припинилось до 1833, коли  Пецький єпископ та сенат міста заснували Пецьку Академію, що складалася з юридичного та філософського факультетів.
Сучасний Університет Печа був заснований у 1912 році, в Братиславі, що на той час була частиною Угорщини. По закінченню Першої світової війни, Братислава стала частиною Чехословаччини, та в 1921 році університет переїхав до міста Печ. В 1951 році медичний факультет був від'єднаний від університету, а в 1982 році університет був назван на честь Януса Панноніуса. 1 січня 2000 року, Університет Януса Панноніуса, Медичний Університет Печа, та Педагогічний коледж імені Ійєша Дюли були об'єднані, так і з'явився Пецький університет.

## Структура сучасного Університету Печа, факультети та інші підрозділи

### Факультет Бізнесу та Економіки
- Бізнес-адміністрування та менеджмент (бакалавр, Phd)
- Туризм та кейтерінґ (бакалавр)
- Прикладний менеджмент (магістр)
- Розвиток підприємств та підприємництво (магістр)
- Регіональний розвиток (Phd)

### Факультет Медичних Наук
- Медсестринство (бакалавр, магістр)
- Фізіотерапія (бакалавр)
- Акушерство (бакалавр)
- Дієтологія (бакалавр)
- Медичні науки (Phd)

### Факультет Гуманітарний
- Педагогіка (бакалавр)
- Міжнародні відносини (бакалавр, магістр)
- Психологія (бакалавр, магістр)
- Англійські та американські студії (бакалавр)
- Соціальна робота (бакалавр, магістр)
- Комунікації та медіа (бакалавр)
- Менеджмент людських ресурсів (магістр)
- Англійські студії (магістр)
- Соціальна політика (магістр)
- Освіта дорослих (магістр)
- Угорська література та мовознавство (магістр)
- Німецька мова, культура, та література (магістр)
- Німецька мова та література нацменшин (магістр)

### Факультет Культури, Освіти, та Регіонального Розвитку
- Підготовка вихователів дитсадків для німецьких нацменшин (бакалавр)
- Підготовка вчителів початкових шкіл для німецьких нацменшин (бакалавр)
- Дошкільна освіта (бакалавр)

### Факультет Права
- Право (Phd)

### Факультет Музики та Візуального Мистецтва
- Оркестрове та хорове диригування (бакалавр)
- Малювання (бакалавр та магістр)
- Скульптура (бакалавр та магістр)
- Графічний дизайн (бакалавр та магістр)
- Класичний музичний перформанс (бакалвр, магістр)
- Класичний спів (бакалавр, магістр)
- Керамічний дизайн (магістр)
- Хорове диригування (магістр)

### Факультет Фармацевтики
- Фармацевтика

### Факультет Наук
- Біологія (бакалавр, магістр)
- Хімія (бакалавр, магістр, Phd)
- Інформатика (бакалавр)
- Географія (бакалавр, магістр)
- Математика (бакалавр)
- Фізика (бакалавр, магістр, Phd)
- Науки про землю (бакалавр, Phd)
- Фізичне виховання (бакалавр)
- Рекреація (магістр)
- Прикладна математика (магістр)
- Біологія та спротивна біологія (Phd)

### Медична Школа
- Загальна медицина
- Стоматологія
- Медичні науки
- Біотехнологія

### Факультет Інженерії та Інформаційних Технології
- Архітектура (бакалавр, магістр)
- Інформатика та інженерія (бакалавр, магістр)
- Цивільна інженерія (бакалавр, магістр)
- Електрична інженерія (бакалавр)
- Інтер'єрний та просторовий дизайн (магістр)
- Асистент інженера (пілот)
- Архітектурна інженерія (Phd)

## Відомі особистості, пов’язані з Університетом Печа
Давід Іболья - колишній міністр юстиції Угорщини (1998-2002)
Ференц Дюрчань — колишній прем'єр міністр Угорщини (2004-2009)
Ласло Шойом — колишній президент Угорщини (2005-2010)
Каталін Сілі — колишня спікерка угорського парламенту (2002-2009)
Пал Завада — угорський соціолог і письменник словацького походження

### Збірник доповідей наукової конференції, присвяченої 650-річчю Університету та Збірник анотацій (резюме) доповідей цієї ж конференції
- University and Universality: The Place and Role of the University of Pécs in Europe from the Middle Ages to Present Day: International University History Conference 12 – 13 October 2017. Conference Volume. — Pécs: University Library of Pécs and Centre for Learning, 2017. —  394 p.: ill.; 24 cm. (Published on the occasion of the 650th anniversary of the foundation of the first university in Hungary). ((англ.), (нім.))

### Інша література
- Békefi Remig. A pécsi egyetem. Akadémiai székfoglaló. — Budapest, 1909. (угор.)
- Balazs Bugyi. Z okazji sześćsetlecia założenia uniwersytetu w Peczu // Kwartalnik Historii Nauki i Techniki. — 1968. —  Rok XIII. — № 1. — Ss. 83 – 89. (пол.)